# Jesse Carlyle Snead
Jesse Carlyle Snead, dit JC Snead ou J. C. Snead, né le 14 octobre 1940 à Hot Springs (Virginie) et mort dans la même ville le 25 avril 2025, est un golfeur américain.

## Biographie

### Carrière
Neveu d'une légende du golf, Sam Snead, il a remporté huit victoires sur le PGA Tour, circuit qu'il a rejoint en 1968, après être passé professionnel en 1964. sur ce circuit, ses meilleurs résultats dans les tournois du grand chelem sont une deuxième place lors du Masters en 1973 et deuxième place partagée lors de l'US Open 1978.
Il a également défendu à trois reprises les couleurs américaines en Ryder Cup, en 1971, 1973 et 1975.